# Your Love Is A Lie
"Your Love Is A Lie" là ca khúc thứ hai của ban nhạc nhạc rock Canada Simple Plan trong album phòng thu thứ 3 mang tên chính ban nhạc.

## Bối cảnh
Ca khúc có hai phiên bản. Trong phiên bản đầy đủ chưa chỉnh sửa, ca sĩ chính Pierre Bouvier hát từ fucks ở lời hai (and do you think about me when he fucks you). Ở bản video âm nhạc và bản dùng để phát trên radio, từ đó bị bỏ đi và thỉnh thoảng thay bằng touches (and do you think about me when he touches you). Đây là ca khúc thứ hai mà trong đó Simple Plan sử dụng từ fuck, sau phiên bản demo của bài "I'm Just a Kid" (sửa từ hell trong phiên bản phòng thu sau cùng, dù họ vẫn ca từ fuck khi biểu diễn trên sân khấu). Tiến trình hợp âm của bài nhạc tương tự như ca khúc "Boulevard of Broken Dreams" của Green Day và "Wonderwall" của Oasis.

## Video ca nhạc
Ban nhạc bay tới Los Angeles để quay video ca nhạc. Video được bấm máy vào ngày 6 tháng 3, do Wayne Isham đạo diễn và sản xuất.
Video lột tả thẳng nội dung bài hát, trong đó xen kẽ cảnh ban nhạc đang chơi nhạc và cảnh bạn gái của Pierre Bouvier gặp gỡ (và ngoại tình) với người đàn ông khác. Trong khúc đó, Bouvier, người bị phản bội, đau đớn chờ đợi trong căn hộ của mình. Căn hộ của anh nhìn ra căn hộ của người đàn ông nọ, thấy được cửa sổ phòng ngủ nơi anh thấy họ quan hệ với nhau.
Sau hai tuần, video đạt 1 triệu lượt xem trên YouTube. Tới tháng 11 năm 2020, video có hơn 58 triệu lượt xem.

## Biểu diễn trực tiếp
Bài hát được sử dụng trong show truyền hình The Hills and The Jason Diaries. Bài hát cũng được biểu diễn tại lễ bế mạc Thế vận hội Mùa đông 2010.

## Danh sách bài hát
Tất cả các ca khúc được viết bởi Simple Plan và Arnold Lanni, trừ những phần có ghi chú riêng.
| iTunes single 1 | iTunes single 1                             | iTunes single 1 |
| STT             | Nhan đề                                     | Thời lượng      |
| --------------- | ------------------------------------------- | --------------- |
| 1.              | "Your Love Is a Lie" (Phiên bản đĩa đơn)    | 3:39            |
| 2.              | "Your Love Is a Lie" (Biểu diễn live ở Đức) | 4:03            |

| iTunes single 2 | iTunes single 2                      | iTunes single 2 |
| STT             | Nhan đề                              | Thời lượng      |
| --------------- | ------------------------------------ | --------------- |
| 1.              | "Your Love Is a Lie"                 | 3:41            |
| 2.              | "Your Love Is a Lie" (Video ca nhạc) | 3:44            |

| European CD single | European CD single                       | European CD single |
| STT                | Nhan đề                                  | Thời lượng         |
| ------------------ | ---------------------------------------- | ------------------ |
| 1.                 | "Your Love Is a Lie" (Phiên bản đĩa đơn) |                    |

| European CD single | European CD single                                     | European CD single | European CD single |
| STT                | Nhan đề                                                | Sáng tác           | Thời lượng         |
| ------------------ | ------------------------------------------------------ | ------------------ | ------------------ |
| 1.                 | "Your Love Is a Lie" (Phiên bản đầy đủ chưa chỉnh sửa) |                    | 3:43               |
| 2.                 | "Time to Say Goodbye" (Biểu diễn live ở Đức)           | Simple Plan        | 3:07               |

| Australian CD single and iTunes EP | Australian CD single and iTunes EP                           | Australian CD single and iTunes EP | Australian CD single and iTunes EP |
| STT                                | Nhan đề                                                      | Sáng tác                           | Thời lượng                         |
| ---------------------------------- | ------------------------------------------------------------ | ---------------------------------- | ---------------------------------- |
| 1.                                 | "Your Love Is a Lie" (Phiên bản album đẩy đủ chưa chỉnh sửa) |                                    | 3:42                               |
| 2.                                 | "Time to Say Goodbye" (Biểu diễn live ở Đức)                 | Simple Plan                        | 3:10                               |
| 3.                                 | "Your Love Is a Lie" (Biểu diễn live ở Thành phố New York)   |                                    | 3:46                               |
| Tổng thời lượng:                   | Tổng thời lượng:                                             | Tổng thời lượng:                   | 10:36                              |

## Bảng xếp hạng
| Bảng xếp hạng (2008)                              | Cao nhất Vị trí |
| ------------------------------------------------- | --------------- |
| Úc (ARIA)                                         | 33              |
| Áo (Ö3 Austria Top 40)                            | 52              |
| Bỉ (Ultratip Flanders)                            | 2               |
| Bỉ (Ultratip Wallonia)                            | 10              |
| Canada (Canadian Hot 100)                         | 16              |
| Canada CHR/Top 40 (Billboard)                     | 8               |
| Canada Hot AC (Billboard)                         | 5               |
| Cộng hòa Séc (Rádio Top 100)                      | 35              |
| Đức (GfK)                                         | 37              |
| Hà Lan (Dutch Top 40)                             | 17              |
| Hà Lan (Single Top 100)                           | 88              |
| Anh Quốc (OCC)                                    | 63              |
| Hoa Kỳ Bubbling Under Hot 100 Singles (Billboard) | 3               |
| Hoa Kỳ Pop Airplay (Billboard)                    | 30              |

| Bảng xếp hạng (2008)      | Vị trí |
| ------------------------- | ------ |
| Canada (Canadian Hot 100) | 37     |